# Nódulo de Lisch

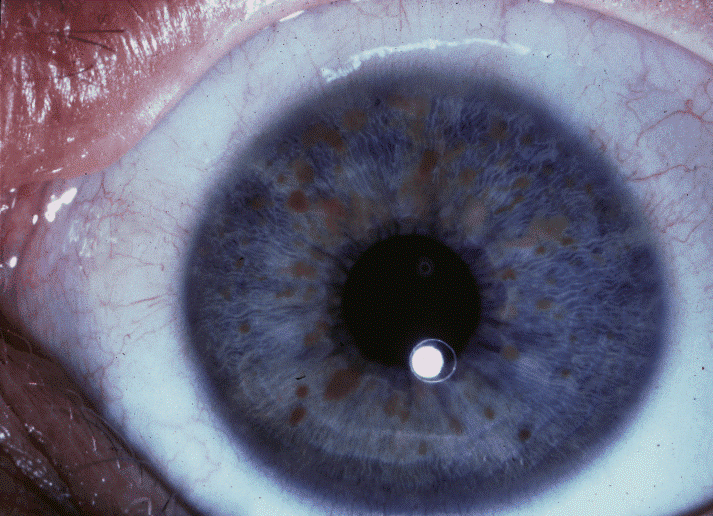
Nódulos de Lisch na superfície da íris.

Um nódulo de Lisch é um hamartoma (um tipo de tumor benigno) que afeta a íris.
Estes nódulos são tipicamente encontrados na neurofibromatose tipo 1. são amarelados a acastanhados e não afetam a visão.
Receberam o nome em homenagem ao oftalmologista austríaco Karl Lisch (1907-1999), que publicou um artigo sobre os nódulos em 1937.